# 毛新平
毛新平（1965年6月1日—），湖北鄂州人，金属压力加工专家，中国工程院院士，武汉钢铁（集团）公司研究院常务副院长。

## 履历
1986年，于武汉钢铁学院获得学士学位。1989年，于武汉钢铁学院获得硕士学位。2006年，于北京科技大学获得博士学位。2015年，当选中国工程院院士。